# Fonction continue nulle part dérivable

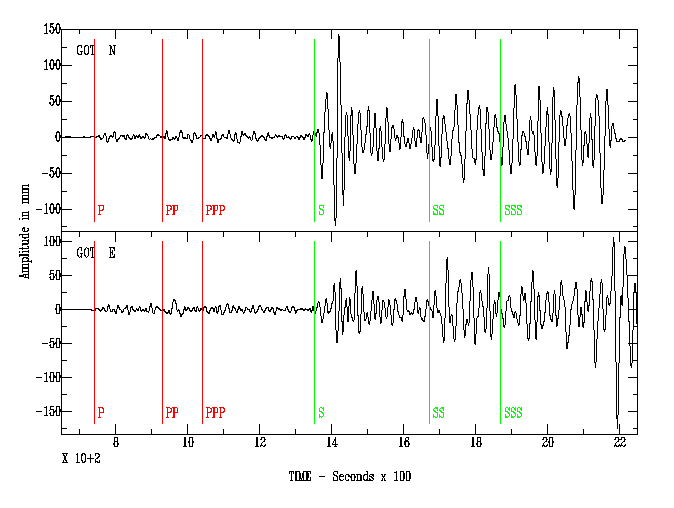
Sismogramme du Tremblement de terre de 1906 à San Francisco : bien que continue, cette courbe n'est pas « arrondie ».

En mathématiques, une fonction continue nulle part dérivable est une fonction numérique qui est régulière du point de vue topologique (c'est-à-dire continue) mais ne l'est pas du tout du point de vue du calcul différentiel (c'est-à-dire qu'elle n'est dérivable en aucun point).
La continuité d'une fonction signifie que sa courbe représentative n'admet pas de « trou ». La dérivabilité assure qu'elle est bien « arrondie ». Il est assez aisé de démontrer que toute fonction dérivable sur un intervalle est continue sur ce même intervalle. Les mathématiciens ont cru jusqu'au XIXe siècle que la réciproque était en partie vraie, que les points où une fonction continue n'est pas dérivable sont rares. Il n'en est rien. De nombreux contre-exemples furent découverts. 
Depuis, l'étude de ces fonctions a montré qu'elles étaient importantes, non seulement du point de vue de la logique interne aux mathématiques, pour comprendre le concept de fonction, mais également pour fournir des modèles utiles aux autres sciences. Les fractales donnent également des exemples de courbes continues sans tangentes.

## Histoire
Le concept même de fonction ne s'est clarifié qu'au XIXe siècle, lorsqu'en 1837, Dirichlet pose une définition moderne du concept de fonction.
Définition — Une 
quantité y est une fonction (univoque) d'une quantité x, dans un intervalle donné quand à chaque valeur attribuée à x dans cet intervalle correspond une valeur unique et déterminée de y, sans rien spécifier sur la façon dont les diverses valeurs de y s'enchaînent les unes aux autres.
À cette époque, les mathématiciens pensaient que toute fonction continue est dérivable, sauf éventuellement en quelques points particuliers, cette opinion n'étant pas contredite par leur pratique du calcul différentiel. Par exemple, en 1806, Ampère essaya de prouver que toute fonction est dérivable « à l'exception de certaines valeurs particulières et isolées », sans cependant clarifier ce qu'il entendait par fonction.

Processus itératif de construction de la courbe de Bolzano (version décroissante).

Dès 1833-1834, Bernard Bolzano présente le premier exemple d'une fonction continue partout et nulle part dérivable. Il construit la courbe de Bolzano, de manière itérative, en partant d'un segment quelconque, et en remplaçant tout segment par 4 segments construits à l'aide d'un quadrillage au huitième illustré dans l'image ci-contre. Pour lui, une limite de fonctions continues est une fonction continue. Il démontre que la fonction obtenue n'est monotone dans aucun intervalle et qu'elle n'a pas de dérivée dans un ensemble dense. Cet exemple est en fait plus riche car on peut prouver que sa fonction n'a pas de dérivée ni même de dérivée infinie à signe déterminé en tout point de l'intervalle d'étude sauf à droite à l'origine où la limite du taux d'accroissement est +∞. Mais les manuscrits de ses travaux sur cette fonction, dite fonction de Bolzano, ne sont redécouverts qu'en 1920 et publiés qu'en 1922. Charles Cellérier découvre aussi, vers 1860, un autre exemple de fonction continue nulle part dérivable sans connaître celle de Bolzano. Son travail reste aussi inédit jusqu'à sa mort en 1890.

Processus itératif de construction de la courbe de Bolzano (version croissante).

C'est pourquoi Bernhard Riemann étonna la communauté mathématique quand il exhiba, lors d'une conférence en 1861, un exemple de fonction qui est continue sur {\displaystyle \mathbb {R} } mais dérivable seulement en de rares points. Cette fonction est définie par 
{\displaystyle f(x)=\sum _{k=1}^{+\infty }{\frac {1}{k^{2}}}\sin(k^{2}x)}
et n'est dérivable en x que lorsque x = pπ/q où p et q sont des entiers impairs.
En 1872, Karl Weierstrass fut le premier à publier non seulement une, mais toute une famille de fonctions continues et nulle part dérivables. Elles sont définies par
{\displaystyle f(x)=\sum _{k=0}^{+\infty }a^{k}\cos(b^{k}\pi x)}
où a et b sont des constantes réelles, a étant dans ]0 ; 1[ , b entier impair et le produit ab strictement supérieur à 1 + 3π⁄2 (Godfrey Harold Hardy la généralisera de façon optimale en 1916 en montrant que ab ≥ 1 suffit).
Après cette découverte, des mathématiciens en trouvèrent d'autres.
On est allé même plus loin en prouvant que pour une fonction continue arbitraire, il existe une fonction continue partout et nulle part dérivable aussi proche d'elle que l'on désire. Cela signifie que ces fonctions particulières sont particulièrement nombreuses et forment un « gros » ensemble d'un point de vue topologique.

## Perception
L'intérêt d'introduire ces fonctions, que l'on qualifie parfois de pathologiques, fut parfois rejeté par les mathématiciens. Citons par exemple Charles Hermite qui déclara en 1893 :

« Je me détourne avec effroi et horreur de cette plaie lamentable des fonctions continues qui n'ont point de dérivées. »

ou encore Henri Poincaré qui qualifie ces fonctions de « monstres ».
Dans La Valeur de la Science, lorsqu'il faut donner des exemples pour lesquels l'intuition est mise en défaut en mathématiques, Poincaré donne ces fonctions en premier.
La découverte de l'existence de ces fonctions a profondément modifié la vision qu'avaient les mathématiciens du concept de fonction et de celui de courbe. Les fonctions numériques réelles continues sont parfois présentées comme étant celles dont on peut tracer la courbe « sans lever le crayon ». Or, le graphe d'une fonction continue nulle part dérivable ne peut pas être tracé.
Ces fonctions sont encore considérées, au tournant des années 2000, comme contre-intuitives et comme un facteur bloquant pour l'apprentissage des mathématiques :

« Bien entendu, on sait maintenant qu’il existe des fonctions continues nulle part dérivables, mais, au niveau de l’enseignement secondaire, il n’y a aucun inconvénient à s'appuyer sur l’intuition contraire. »

Mandelbrot, célèbre pour avoir popularisé les fractales, soutenait au contraire que les courbes continues sans tangentes sont intuitives, mais reconnaissait n'avoir trouvé, parmi ses prédécesseurs, que deux mathématiciens partageant cette opinion.

## Un exemple
L'article fonction de Weierstrass présente un exemple historique d'une classe de fonctions continues partout nulle part dérivables. Nous allons en donner une autre.
On définit une fonction par
{\displaystyle g(x):={\begin{cases}1+x&{\text{si }}x\in [-2;0]\\1-x&{\text{si }}x\in [0;2].\end{cases}}}

Représentations graphiques de, et dont f est la limite.

On peut la prolonger par périodicité sur tous les réels en posant pour tout x réel
{\displaystyle g(x+4)=g(x)}
On pose alors
{\displaystyle f(x):=\sum _{k=1}^{+\infty }{\frac {1}{2^{k}}}g(2^{2^{k}}x).}
Cette fonction est continue sur {\displaystyle \mathbb {R} }, mais n'est dérivable en aucun point de {\displaystyle \mathbb {R} }.
Principe de la construction. La fonction f est limite uniforme de fonctions fn définies par :
{\displaystyle f_{n}(x):=\sum _{k=1}^{n}{\frac {1}{2^{k}}}g(2^{2^{k}}x).}
Ces fonctions fn sont continues, affines par morceaux, mais leurs représentations graphiques sont formées de segments de droites dont les pentes sont de plus en plus raides. 

## Densité
Théorème — Toute fonction continue sur [0, 1] est limite uniforme de fonctions continues et nulle part dérivables sur [0, 1].
Cela signifie que pour une fonction {\displaystyle f:[0,1]\rightarrow \mathbb {R} } continue fixée et pour un {\displaystyle \varepsilon >0} arbitraire, il existe une fonction {\displaystyle g:[0,1]\rightarrow \mathbb {R} } continue nulle part dérivable telle que
{\displaystyle \sup _{t\in [0,1]}|f(t)-g(t)|<\varepsilon .}
En d'autres termes, cela signifie que l'ensemble des fonctions continues et nulle part dérivable est dense dans l'ensemble des fonctions continues, pour la topologie de la convergence uniforme.
On peut énoncer un résultat analogue sur {\displaystyle \mathbb {R} } : toute fonction continue sur {\displaystyle \mathbb {R} } est localement limite uniforme de fonctions continues et nulle part dérivables.
On peut également fournir une démonstration non constructive (c'est-à-dire ne nécessitant pas d'exhiber un exemple de fonction continue nulle part dérivable) utilisant le lemme de Baire,,.
Il est même possible d'obtenir un résultat beaucoup plus fort : « presque toute » fonction continue sur [0,1] est nulle part dérivable. Le sens de « presque toute » dans cet énoncé doit être un peu affaibli, car il n'existe pas de mesure de Lebesgue en dimension infinie ; une description précise de la mesure utilisée figure dans l'article espace de Wiener.

## Mouvement brownien
Presque toute réalisation du mouvement brownien est continue et nulle part dérivable. 
Ceci a fait dire à Jean Perrin, prix Nobel de physique : 

« C’est un cas où il est vraiment naturel de penser à ces fonctions continues sans dérivées que les mathématiciens ont imaginées, et que l’on regardait à tort comme de simples curiosités mathématiques, puisque l’expérience peut les suggérer. »

— Jean Perrin